# Taeniodera huaphana
Taeniodera huaphana är en skalbaggsart som beskrevs av Krajcik 2010. Taeniodera huaphana ingår i släktet Taeniodera och familjen Cetoniidae. Inga underarter finns listade i Catalogue of Life.